# Червона рута (фильм)
Червона рута — советский телевизионный фильм-концерт снятый в 1968 году, выпущен на экраны в 1971 году.

## Сюжет
Вступительные титры: «По карпатским тропам вас поведут песни самодеятельных ансамблей „Росинка“, „Смеричка“, „Карпаты“, „Эврика“».
В поезде «Донецк-Верховина» знакомятся карпатская девушка Оксана и молодой шахтёр Борис. В роли Оксаны — преподаватель Черновицкого музыкального училища София Ротару. Бориса играет солист вокально-инструментального ансамбля Смеричка Василий Зинкевич. Парень и девушка влюбляются друг в друга.
В Карпатах их пути расходятся, но Борис разыскивает прекрасную незнакомку. Они встречаются снова, и друзья приглашают их спеть на концерте для отдыхающих. Этот незамысловатый, лишь пунктиром обозначенный сюжет служит «каркасом» для песенной концертной программы.

## О фильме
В 1971 году София Ротару — уже известная на Буковине исполнительница народных песен. Поэтому когда в Карпатах (город Яремча Ивано-Франковской области) начали снимать телефильм «Червона рута», именно Софии досталась главная роль. Незамысловатый сценарий о неожиданно вспыхнувшей любви простого шахтёра Бориса к буковинской красавице Оксане дополнялся украинским колоритом, выраженным в природе, костюмах и мелодичных песнях.
Уже известную в Советском союзе песню «Червона рута» в фильме исполнил Василий Зинкевич, София Ротару спела «Сизокрылую птицу» — итальянский шлягер «Immensità», переведённый на украинский язык, «Нарисуй мне ночь» и «Ходит осень».
Василий и София, тенор и альт, песню «Водограй» должны были спеть вместе. Но не получалось, так как песня не звучала. За Василия Зинкевича спел Назарий Яремчук, а за Софию Ротару — солистка «Смерички» Мария Исак (она появляется в фильме на несколько секунд пятой в ряду девушек). О том, что на самом деле фонограмму песни «Водограй» записали другие певцы, заговорили только через 30 лет.
После выхода фильма на экраны певцы действительно проснулись знаменитыми. Их даже пригласили перейти из самодеятельности на профессиональную сцену. София Ротару перешла. А вот Мария Исак родила сына и больше на сцену не выходила.

## Солисты
- София Ротару[1] — Оксана
- Василий Зинкевич — Борис
- Раиса Кольца
- Назарий Яремчук

## В ролях
- Владимир Ивасюк
- Левко Дутковский
- Анатолий Евдокименко
- Алла Дутковская

## Съёмочная группа
- Авторы сценария: Мирослав Скочиляс, Роман Алексеев[укр.]
- Песни: Мирослава Скорика, Эдуарда Колмановского, Богдана Янивского, В. Ивасюка, Льва Дутковского, Валерия Громцева
- Режиссёр — Роман Алексеев
- Звукорежиссёр — В. Стрихович
- Ассистенты:

режиссёра — А. Савченко
оператора — А. Ермольчик
- Оператор — А. Дербинян
- Монтаж В. Черноусовой, Н. Коваль
- Редактор — Т. Дерзкая
- Директор фильма — Б. Дубицкий

## Песни в фильме
- В фильме звучат песни «Пришла весна», «На скорых поездах», «Ничья», «Милая моя», «Покинутые цветы», «Несравненный мир красоты», «Бежит река», «Если пройдёт любовь», «Сизокрылая птица» (украинская версия итальянской песни Immensità), «Червона рута», «Нарисуй мне ночь», «Отлетали журавли», «Ты вернёшься, любимый», «Водограй», «Там, где горы и леса».
- Авторы текстов: М. Бучко, В. Ивасюк, Р. Ищук, А. Фартушняк, В. Григорак, Р. Кудлик, М. Петренко, Евгений Евтушенко.